# 王瑨 (宣德進士)
王瑨（1400年—？），字仲玉，河南汝寧府信陽縣人，軍籍。明朝政治人物。進士出身。

## 生平
山西鄉試中第七十五名舉人。宣德八年（1433年）癸丑科會試第八十六名，殿試登進士第三甲第三十四名。官户部主事，正統二年被黜为杂职

## 家族
曾祖王福。祖父王義。父亲王斌，曾任山東萊蕪縣知縣。母钱氏。慈侍下。兄整、瑄、璽。娶趙氏，繼褚氏。